# Coppa Korać 1979-1980
La Coppa Korać 1979-1980 di pallacanestro maschile venne vinta dalla AMG Sebastiani Rieti.

## Risultati

### Turno preliminare
| Team #1            | Agg.      | Team #2                       | Andata  | Ritorno |
| ------------------ | --------- | ----------------------------- | ------- | ------- |
| Miñón Valladolid   | 203 - 149 | Sangalhos                     | 110-71  | 93-78   |
| AO Sporting Atene  | 137 - 142 | Bayreuth                      | 66-59   | 71-83   |
| Verviers-Pepinster | 119 - 140 | Antonini Siena                | 63-78   | 56-62   |
| Ionikos Nikaias    | 196 - 199 | BBC Nyon                      | 113-104 | 83-95   |
| Hapoel Haifa       | 161 - 163 | Jollycolombani Libertas Forlì | 95-84   | 66-79   |
| ABC Maximarkt Wels | 188 - 205 | Vasas                         | 77-75   | 83-92   |
| FC Mulhouse Basket | 172 - 176 | Team Fiat Stars Coventry      | 96-97   | 76-79   |
| Karşıyaka SK       | 141 - 151 | CEP Fleurus                   | 58-69   | 73-82   |
| Soleuvre           | 158 - 220 | MTV Wolfenbüttel              | 88-96   | 70-124  |

### Primo turno
| Team #1                       | Agg.      | Team #2                  | Andata  | Ritorno |
| ----------------------------- | --------- | ------------------------ | ------- | ------- |
| Dalkeith Saints               | 167 - 233 | Miñón Valladolid         | 86-115  | 81-118  |
| Bayreuth                      | 140 - 187 | Antonini Mens Sana       | 64-103  | 76-84   |
| BBC Nyon                      | 198 - 218 | ASPO Tours               | 102-111 | 96-107  |
| Cotonificio Badalona          | 218 - 156 | Sunblest EPAB Sunderland | 120-81  | 98-75   |
| Hapoel Tel Aviv               | 166 - 165 | Radnički Belgrado        | 86-82   | 80-83   |
| Jollycolombani Libertas Forli | 149 - 155 | EB Orthez                | 76-68   | 73-87   |
| Vasas                         | 136 - 150 | Joventut de Badalona     | 78-71   | 58-79   |
| Team Fiat Stars Coventry      | 150 - 158 | Superga Mestre           | 86-79   | 64-79   |
| CEP Fleurus                   | 174 - 195 | Borac Čačak              | 89-84   | 85-111  |
| Ziraat Fakültesi              | 129 - 255 | Cibona Zagabria          | 67-120  | 62-135  |
| AEK Atene                     | 154 - 174 | MTV Wolfenbüttel         | 80-77   | 74-97   |
| Tofaş Bursa                   | 171 - 164 | Èveil Monceau            | 99-75   | 72-89   |

### Quarti di finale
Jugoplastika Spalato, Arrigoni AMG Sebastiani Rieti, Standard Liegi e Olympiacos Pireo ammesse direttamente al turno successivo.

#### Gruppo A
|    | Squadra              | G | V | P | PF  | PS  | Dif | P.ti |
| -- | -------------------- | - | - | - | --- | --- | --- | ---- |
| 1. | Cibona Zagabria      | 6 | 5 | 1 | 576 | 531 | +45 | 11   |
| 2. | Cotonificio Badalona | 6 | 4 | 2 | 547 | 524 | +23 | 10   |
| 3. | EB Orthez            | 6 | 3 | 3 | 513 | 507 | +6  | 9    |
| 4. | MTV Wolfenbüttel     | 6 | 0 | 6 | 466 | 540 | -74 | 0    |

#### Gruppo B
|    | Squadra                       | G | V | P | PF  | PS  | Dif  | P.ti |
| -- | ----------------------------- | - | - | - | --- | --- | ---- | ---- |
| 1. | Arrigoni AMG Sebastiani Rieti | 6 | 6 | 0 | 568 | 477 | +91  | 12   |
| 2. | Olympiacos Pireo              | 6 | 3 | 3 | 501 | 459 | +42  | 9    |
| 3. | Joventut de Badalona          | 6 | 3 | 3 | 487 | 462 | +25  | 9    |
| 4. | Tofaş Bursa                   | 6 | 0 | 6 | 425 | 583 | -158 | 0    |

#### Gruppo C
|    | Squadra            | G | V | P | PF  | PS  | Dif | P.ti |
| -- | ------------------ | - | - | - | --- | --- | --- | ---- |
| 1. | Hapoel Tel Aviv    | 6 | 3 | 3 | 549 | 524 | +25 | 9    |
| 2. | Antonini Mens Sana | 6 | 3 | 3 | 533 | 518 | +15 | 9    |
| 3. | Borac Čačak        | 6 | 3 | 3 | 542 | 547 | -5  | 9    |
| 4. | ASPO Tours         | 6 | 3 | 3 | 550 | 585 | -35 | 9    |

#### Gruppo D
|    | Squadra              | G | V | P | PF  | PS  | Dif | P.ti |
| -- | -------------------- | - | - | - | --- | --- | --- | ---- |
| 1. | Jugoplastika Spalato | 6 | 6 | 0 | 590 | 527 | +63 | 12   |
| 2. | Superga Mestre       | 6 | 3 | 3 | 530 | 540 | -10 | 9    |
| 3. | Miñon Valladolid     | 6 | 2 | 4 | 586 | 607 | -21 | 8    |
| 4. | Standard Liegi       | 6 | 1 | 5 | 551 | 583 | -32 | 7    |

### Semifinali
| Team #1                       | Agg.      | Team #2              | Andata | Ritorno |
| ----------------------------- | --------- | -------------------- | ------ | ------- |
| Hapoel Tel Aviv               | 161 - 172 | Cibona Zagabria      | 81-80  | 80-92   |
| Arrigoni AMG Sebastiani Rieti | 183 - 179 | Jugoplastika Spalato | 86-75  | 97-104  |

### Finale
| Team #1                       | Ris.    | Team #2         |
| ----------------------------- | ------- | --------------- |
| Arrigoni AMG Sebastiani Rieti | 76 - 71 | Cibona Zagabria |

| Coppa Korać 1979-1980                   |
| --------------------------------------- |
| Arrigoni AMG Sebastiani Rieti 1º titolo |

## Formazione vincitrice
| N° | Naz.                   | Ruolo | Sportivo           |  | Alt. |  |
| -- | ---------------------- | ----- | ------------------ |  | ---- |  |
| 4  | Italia (bandiera)      | G     | Claudio Di Fazi    |  |      |  |
| 5  | Stati Uniti (bandiera) | C     | Lee Johnson        |  |      |  |
| 6  | Italia (bandiera)      | P     | Stefano Colantoni  |  |      |  |
| 8  | Italia (bandiera)      | C     | Antonio Coppola    |  |      |  |
| 9  | Italia (bandiera)      | P     | Roberto Brunamonti |  |      |  |
| 10 | Italia (bandiera)      | G     | Mauro Bonino       |  |      |  |
| 11 | Italia (bandiera)      | A     | Mauro Antonelli    |  |      |  |
| 12 | Italia (bandiera)      | G     | Gianfranco Sanesi  |  |      |  |
| 13 | Italia (bandiera)      | A     | Antonio Olivieri   |  |      |  |
| 14 | Italia (bandiera)      | A     | Luca Blasetti      |  |      |  |
| 15 | Italia (bandiera)      | AG    | Giuseppe Danzi     |  |      |  |
| 16 | Italia (bandiera)      | P     | Alberto Scodavolpe |  |      |  |
| 18 | Stati Uniti (bandiera) | C     | Willie Sojourner   |  |      |  |
|    | Italia (bandiera)      | All.  | Elio Pentassuglia  |  |      |  |